# Zanka Contact
Zanka Contact és una pel·lícula marroquina del 2020 dirigida per Ismael El Iraki. Descrita com una pel·lícula d'amor a l'estil de Cor salvatge amb influències de Quentin Tarantino i Sergio Leone, la pel·lícula es va inspirar en el viatge emocional i la recuperació d'El Iraki després que es trobés enmig dels horrors dels atemptats de novembre de 2015 al Bataclan. Va se projectada a la 77a Mostra Internacional de Cinema de Venècia on l'actriu protagonista, la cantant marroquina Khansa Batma, va guanyar el Premi Orizzonti a la millor actriu, la pel·lícula va ser seleccionada per a més de trenta festivals internacionals i va guanyar diversos premis durant el seu festival entre 2020 i 2022. Entre ells, Zanka Contact va ser guardonat amb el Premi Tutankamon d'Or al millor llargmetratge al Festival de Cinema Africà de Luxor.

## Repartiment
- Khansa Batma
- Ahmed Hammoud
- Said Bey
- Mourad Zaoui

## Argument
L'estrella de rock Larsen Snake torna a la seva Casablanca natal on coneix Rajae, una noia de carrer amb una veu d'or. Els dos s'enamoren bojament, però la seva passió és ràpidament superada pel seu passat, i la parella salvatge es va al desert per escapar dels seus dimonis.

## Llançament
El Iraki va mantenir a molts dels repartiments i de l'equip dels seus curts (inclosos els actors Said Bey i Mourad Zaoui) al seu primer llargmetratge Zanka Contact, també conegut a l'estrena francesa amb el títol Burning Casablanca. La pel·lícula es va estrenar el 2020 a la selecció oficial de la 77a Mostra Internacional de Cinema de Venècia. L'actriu principal Khansa Batma va guanyar el Lleó a la millor actriu a la secció Orizzonti.
Tot i ser estrenada enmig de la pandèmia del COVID-19, la pel·lícula va rebre moltes seleccions a festivals internacionals d'arreu del món: Festival Internacional de Cinema de Busan, Mostra Internacional de Cinema de São Paulo, Festival Internacional de Cinema de Karlovy Vary i molts més. Descrit com un thriller-western de rock n' roll ambientat a Casablanca, en comparació amb Cor salvatge o Gegen die Wand i rodada en pel·lícula de 35 mm en un CinemaScope anamòrfic, Zanka Contact va guanyar diversos premis internacionals entre ells el premi a la millor pel·lícula al Festival de Cinema Africà de Luxor.
Zanka Contact es va estrenar en cinemes a França el 3 de novembre de 2021, sota el títol canviat Burning Casablanca. El director va explicar que el canvi es va decidir amb el distribuïdor francès durant la pandèmia de COVID-19 per evitar que sonés com la frase francesa "cas contact", que es refereix a algú que va tenir contacte proper amb un cas de COVID-19. La pel·lícula es va beneficiar d'una onada de suport dels crítics de cinema a França. i va donar bon resultat al cinema per a un llançament post-COVID.
El llançament al Marroc va tenir lloc l'1 de desembre de 2021, amb elogis de la crítica i comercials. 10 mesos més tard, al setembre de 2022, Zanka Contact va participar al Festival Nacional de Cinema de Tànger i va guanyar la millor pel·lícula i millor actriu secundària per a l'actriu Fatima Attif.

## Festivals i premis
- 77a Mostra Internacional de Cinema de Venècia (Itàlia): Millor actriu (Khansa Batma) secció Orrizonti
- Festival de Cinema Mediterrani de Montpeller CINEMED (França): Premi del Jurat
- Festival de Cinema de Londres (Regne Unit)
- Festival Internacional de Cinema de Karlovy Vary (República Txeca) / cancel·lat (COVID-19)
- Festival Internacional de Cinema de Ginebra (Suïssa)/ cancel·lat (COVID-19)
- Festival de Cinema Africà de Luxor (Egipte): Millor pel·lícula
- Festival de cinema de Sarlat (França)/ cancel·lat (COVID-19)
- Soundscreen International Film Festival (Itàlia): Millor música
- Festival Linea d’Ombra (Itàlia)/ cancel·lat (COVID-19)
- Mostra Internacional de Cinema de São Paulo (Brasil)
- Festival Internacional de Cinema de Busan (Corea del Sud)
- Festival Internacional del Primer Cinema d'Annonay (França): Millor pel·lícula
- Music & Cinema Marseille: Millor director (Ismael El Iraki)
- Festival Internacional de Cinema de Xangai (Xina)
- Festival Internacional de Cinema de Durban (Sud-àfrica)
- Festival Internacional de Cinema de Gabes (Tunísia)
- Festival Internacional de Cinema de Tetuan (Marroc)
- Festival Nacional de Cinema de Tànger (Marroc): Millor pel·lícula / Millor actriu secundària (Fàtima Attif)